# ファトゥマ・ザリカ
ファトゥマ・ザリカ（Fatuma Zarika、1985年3月13日 - ）は、ケニアのプロボクサーである。現在はアメリカ合衆国・フロリダ州在住。第7代WBC女子世界スーパーバンタム級王者。ケニア人では男女通じ初となる主要団体の世界王者。

## 経歴
2003年10月12日、プロデビュー。
デビュー3連勝した後、12月13日にコンジェスティナ・アチエンと対戦し引き分け。
2005年6月17日、初のタイトル挑戦としてフリーダ・ウォルバーグと空位のWIBFインターコンチネンタルスーパーフェザー級王座を争うが、0-3判定で初の敗戦。
2007年3月3日、ガリーナ・コレヴァ・イヴァノヴァと空位のWIBF世界バンタム級王座を争い、3-0判定で勝利し初タイトル獲得。
2016年10月1日、アリシア・アシュレーが持つWBC女子世界スーパーバンタム級王座に挑み、2-1の判定で勝利を収めケニア人初のWBC世界王座獲得。
2017年12月2日、キャサリン・フィリに判定勝利でWBC初防衛。
2018年9月8日、ヤミレス・メルカドに2-1判定勝利で2度目の防衛。
2019年3月23日、キャサリン・フィリとの再戦を判定勝利で3度目の防衛。
11月16日、ヤミレス・メルカドと再戦も0-3判定で敗れWBC王座陥落。

## 戦績
- プロ：47戦 32勝 17KO 13敗 2分け

## 獲得タイトル
- WIBF世界バンタム級王座
- WIBF世界スーパーバンタム級暫定王座
- 第7代WBC女子世界スーパーバンタム級王座（防衛3=陥落）